# Ordine della patria (Kazakistan)
L'Ordine della patria è un'onorificenza del Kazakistan.

## Storia
L'Ordine è stato fondato nel 1993.

## Assegnazione
L'Ordine viene conferito ai cittadini della Patria per i servizi speciali:
- in attività pubbliche e sociali;
- nell'economia, nella sfera sociale, nella scienza e nella cultura;
- nel servizio allo Stato, nelle forze dell'ordine e militari, nello sviluppo della democrazia e del progresso sociale.

## Insegne
- Il  nastro è azzurro con tre sottili strisce rosse.